# Ouze Merham
Ouze Merham es un personaje ficticio, supuesto general de las Fuerzas de Defensa Israelíes, al que se le atribuye una entrevista con Ariel Sharón realizada en 1956. La entrevista, aparecida inicialmente en sitios web musulmanes a mediados de 2001 durante la Intifada de al-Aqsa, resultó ser un embuste. Sharon, que era primer ministro de Israel cuando el bulo se publicó, nunca hizo tal entrevista y el ejército israelí tampoco tiene constancia de la existencia en sus filas de un general llamado "Ouze Merham".
La falsa cita se sigue utilizando con frecuencia como propaganda contra Israel. Se hizo tan popular en medios islámicos que ganó los Annual Islamophobia Awards (Premios anuales a la islamofobia) de 2003, organizados por la Comisión Islámica de Derechos Humanos.

## La supuesta cita
En la cita, Sharon supuestamente afirmó lo siguiente:
I vow that I’ll burn every Palestinian child (that) will be born in this area. The Palestinian women and child is more dangerous than the man, because the Palestinian child’s existence infers that generations will go on, but the man causes limited danger. I vow that if I was just an Israeli civilian and I met a Palestinian I would burn him and I would make him suffer before killing him. With one hit I've killed 750 Palestinians (in Rafah in 1956). I wanted to encourage my soldiers by raping Arabic girls as the Palestinian woman is a slave for Jews, and we do whatever we want to her and nobody tells us what we shall do but we tell others what they shall do.

## Crítica
Estas son las objeciones que hacen que la cita se considere falsa:
- La denominación de "palestinos" que aparece en el texto no se utilizaba en el sentido actual hasta los años 1960, tras la fundación de la OLP en 1964. Los palestinos solían denominarse a sí mismos residentes de la "Gran Siria" o del nuevo Estado de Jordania, o simplemente "árabes". Los israelíes, cuando usaban el término "palestinos" era para referirse a los judíos nacidos en el antiguo Mandato Británico de Palestina, antes de la fundación del Estado de Israel. No es pues verosímil que Sharon lo utilizase en 1956 para referirse a los árabes palestinos.
- No hay constancia, ni nadie ha hablado antes de una "masacre" en Rafah donde murieran 750 palestinos en 1956.
- No hay ningún registro oficial sobre la existencia de un general israelí llamado "Ouze Merham". Tampoco hay rastro de una entrevista a Sharon en 1956. Ni está claro por qué un general israelí iba a entrevistar a Sharon (que en ese momento era solo un oficial) y publicar la entrevista.[3]
- La cita no ha podido ser localizada en ningún libro de texto, artículo o grabación publicada.[4]
- Es una más de las numerosas citas falsas atribuidas a Sharon que circulan por Internet.